# Fondation Prosmi
La Fondation Condé Djenè Kaba Pour la Promotion de la Santé Maternelle et Infantile en abrégée Fondation Prosmi (FCDK PROSMI) est une fondation guinéenne humaniste créée en mars 2011. Sa vision primordiale c’est le bien-être, l’épanouissement de l’enfant, des personnes handicapées et démunies. Mobiliser les ressources pour un environnement prospère aux couches vulnérables, aux personnes handicapées et démunies à travers la Guinée.
Son siège se trouve au jardin 2 octobre à la rentre de Kaloum, commune de centre-ville de la capitale Conakry.
Le 8 avril 2023, la fondatrice Hadja Djéné Kaba Condé décédé à l'hôpital américain de Paris.

## Missions
- Environnement
- Éducation
- Aide humanitaire
- Cabinet

## Historique
- 2010 : création de la Fondation Prosmi

## Contributions importantes
- En 2017 :
  - Offre des opérations chirurgicales gratuites de la cataracte oculaire à 300 personnes[4] .
- En 2019 : 
  - samedi 2 novembre 2019: Remise des outils éducatifs aux trois meilleurs élèves admis au BEPC des quatre régions naturelles y compris la zone spéciale de Conakry session 2018-2019[5],[6].